# Sant'Andrea in Pelago (Lissa)
Sant'Andrea in Pelago o scoglio Sant'Andrea (in croato Svetac)  è un'isola croata dell'Adriatico situata 14 M al largo di Comisa (isola di Lissa); fa parte dell'arcipelago di Lissa. L'isola non ha una popolazione permanente.
Sant'Andrea ha coste ripide e rocciose; l'unico approdo è la piccola baia Valle Slatina (uvala Slatina) sulla costa sud-orientale, dove si trovano poche case. La sua superficie è di 4,19 km², lo sviluppo costiero di 11,97 km, l'altezza massima è di 316 m (monte Kosa). Vicino alla costa meridionale dell'isola, a circa 55 m si trova lo scoglio Zlatni Kamik; mezzo miglio marino ad ovest lo scoglio Sasso (Kamik); a sud-est in mare aperto, a circa 21 M, l'isolotto Pomo (Jabuka); circa 2 M a sud-est si trova la piccola isola vulcanica di Meliselo o Melisello (Brusnik).
L'isola è luogo di nidificazione del Falco eleonorae, una specie migratrice che sverna in Madagascar.

## Storia
L'isola era abitata nell'Età del Bronzo (nel museo di Lissa sono esposti dei reperti) e ci sono i resti di una fortezza bizantina del VI sec.; non c'è più traccia alcuna di un convento di epoca medioevale (menzionato nel 1334).